# Włodzimir Drygas
Włodzimir Drygas (ur. 12 lipca 1936, zm. 18 lipca 2013 w Poznaniu) – polski trener piłki ręcznej, działacz sportowy, nauczyciel akademicki i prezes Wielkopolskiego Związku Piłki Ręcznej.
Od 1945 zamieszkały w Poznaniu. W 1958 ukończył Wyższą Szkołę Wychowania Fizycznego w Poznaniu. Doktorat obronił w 1986. Od 1989 trener klasy mistrzowskiej w piłce ręcznej. Był także redaktorem sportowym w Gazecie Poznańskiej. W latach 1973–2004 trener w AZS Poznań.
W 1993 odznaczony został Krzyżem Kawalerskim Orderu Odrodzenia Polski, w 2003 Medalem Komisji Edukacji Narodowej, a w 2012 nagrodzony Odznaką Diamentową z Wieńcem Za zasługi dla piłki ręcznej. Pochowany na Cmentarzu Junikowskim.